# De Buskruitoorlog
De Buskruitoorlog (Black Powder War) is een fantasyboek van de Britse schrijfster Naomi Novik uit 2006 en het derde deel van de Temeraire-reeks.
De Temeraire-verhalen spelen zich af ten tijde van de napoleontische oorlogen; de door Napoleon gevoerde oorlogen tussen 1804 en 1815, maar in een alternatieve wereld waarin draken bestaan. Deze draken worden door zowel Frankrijk als Engeland gebruikt in de oorlog.

## Verhaal
William Laurence en Temeraire krijgen de opdracht om een drie drakeneieren, waaronder een zeldzame vuurspuwende kazilik, vanuit Istanbul naar Engeland te vliegen. Wegens tijdgebrek zijn ze gedwongen om over land te reizen, met de geheimzinnige Tharkay als gids. Wanneer ze in Istanbul aankomen blijkt dat door het plotselinge overlijden van de plaatselijke ambassadeur het gigantische bedrag waarvan de Engelsen de drakeneieren hadden gekocht, verdwenen is. 
Uiteindelijk besluiten ze de eieren te stelen, waarna ze halsoverkop vluchten naar Pruisen, waar ze worden opgehouden. De twintig draken die Engeland zou sturen om de Pruisen te steunen, zijn niet gekomen. Zij moeten daar blijven wachten tot de hulptroepen komen, en meevechten. Maar door koppigheid van de Pruisen, en door bemoeienis van Lin, de verbitterde Chinese draak die op wraak zint, verliezen ze de oorlog. 
En uiteindelijk zitten Temeraire en Laurence traag te marcheren, zonder voedsel, zonder goed nieuws, en met een constant hongerige babydraak op sleeptouw. Uiteindelijk komen ze vast te zitten in een vesting aan de kust, met de laatste resten van het leger, en Napoleon voor de deur. Gelukkig komt opeens Tharkay verschijnen, met twintig wilde draken uit de bergen. Die worden gebruikt om nog wat Pruisische soldaten te redden, voor ze halsoverkop terug vluchten naar Engeland.

## Temeraire-reeks
- 2006 - Temeraire (His Majesty's Dragon)
- 2006 - De Jaden Troon (Throne of Jade)
- 2006 - De Buskruitoorlog (Black Powder War)
- 2007 - Het Ivoren Rijk (Empire of Ivory)
- 2008 - De zege van de adelaars (Victory of Eagles)
- 2010 - Tong Van De Draak (Tongues of Serpents)